# Операція «Окаб»
Операція «Окаб» (Eagle англійською, Adler німецькою мовою) — військова операція, яка проводилась військами МССБ (ISAF) і Афганською національною армією, в липні 2009 року з метою змусити вивести бойовиків талібану з провінції Кундуз.

## Передісторія Операції
З квітня 2009 року на німецькі війська, які перебували на півночі Афганістану, чинили тиск бойовики Талібану і бойовики Союзу Ісламського Джихаду. Після візиту Ангели Меркель 7 квітня 2009 р. і в наступні місяці на німецькі війська нападали бойовики талібану та їхні союзники, щоб змусити німецькі війська покинути Афганістан.
МССБ (ISAF) і афганські війська почали наступ з метою посилення контролю та безпеки провінції Кундуз, щоб підготуватись до президентських виборів у серпні 2009 року, і зменшити тиск на німецькі війська перед федеративними виборами, що відбулись у вересні. Другим завданням було звільнити маршрути з Узбекистану до Афганістану, оскільки це було заплановано, щоб змінити маршрути постачання для МССБ (ISAF) з Узбекистану. МССБ (ISAF) планували зосередитись на відновленні маршрутів, після того як таліби покинуть провінцію.
Перед атакою 800 афганських солдатів і 100 афганських поліцейських розмістились у провінції Кундуз. Бундесвер підготувала свої сили швидкого реагування (QRF), оснащені машинами бойової піхоти Мардер, Бронетранспортерами Fuchs і Dingo, а також мінометами. Сухопутні війська супроводжувались ВПС США літаками: Хижак та Фейрчайлд-Ріпаблік A-10 «Тандерболт» II і безпосередньо авіаційною підтримкою.

## Операція
Німецькі війська завдяки БМП Мардер і обстрілами з мінометів зробили першу атаку по позиціях талібів вранці 19 липня.
Наступного дня бойовики атакували ракетами Базу Мармал, а під час контратаки ВПС США п'ять талібів були вбиті.
23 липня Афганські сили повідомили, що вони мають контроль над провінцією. А 24 липня німецький патруль потрапив під обстріл, один автомобіль був пошкоджений.
31 липня німецькі війська захопили лідера талібів Карі Абдул Вадоуд в районі Імам Сахіб.
1 серпня стало відомо, що таліби відвоювали частину району Чахар Дара (північ провінції Кундуз).